# Marylise
Marylise is een Engelse meisjesnaam. De naam is een combinatienaam van Maria (bitter, bedroefd, zee) en Elisa. Marylise is afgeleid van het Hebreeuws met de betekenis: de bittere door God geholpen.

## Gelijkende namen
Marloes, Marlies, Marie-louise, Marlieke, Marie Louise, Marlous Ephylise, Marise, Marlise, Maryla, Marylies, Marylin, Maryline, Marylou Rylie

## Bekende mensen met de naam Marylise
- Marylise Frecheville, Franse drummer
- Marylise Lebranchu, Franse politica van de Socialistische Partij
- Marylise Levesque, Canadese judoka